# T-Mobile Park
T-Mobile Park – stadion baseballowy w Seattle w stanie Waszyngton, na którym swoje mecze rozgrywa zespół Seattle Mariners.
Budowę obiektu rozpoczęto w marcu 1997 nieopodal wielofunkcyjnego, zburzonego w 2000 roku stadionu Kingdome. W czerwcu 1998 prawa do nazwy obiektu wykupiła za 40 milionów dolarów firma Safeco. Pierwszy mecz na Safeco Field odbył się 31 marca 2003; przeciwnikiem Mariners był San Diego Padres, a spotkanie obejrzało 47 000 widzów. 10 lipca 2001 na stadionie odbył się 72. MLB All-Star Game, w którym wystąpił ośmiu zawodników Mariners, a jednym z trenerów drużyny American League All-Stars był Lou Piniella menadżer zespołu z Seattle. 
Na stadionie miały miejsce także mecze rozgrywek akademickich futbolu amerykańskiego, mecze piłkarskie, a także koncerty, między innymi Paula McCartneya i The Beach Boys.
Do 19 grudnia 2018 stadion nosił nazwę Safeco Field.

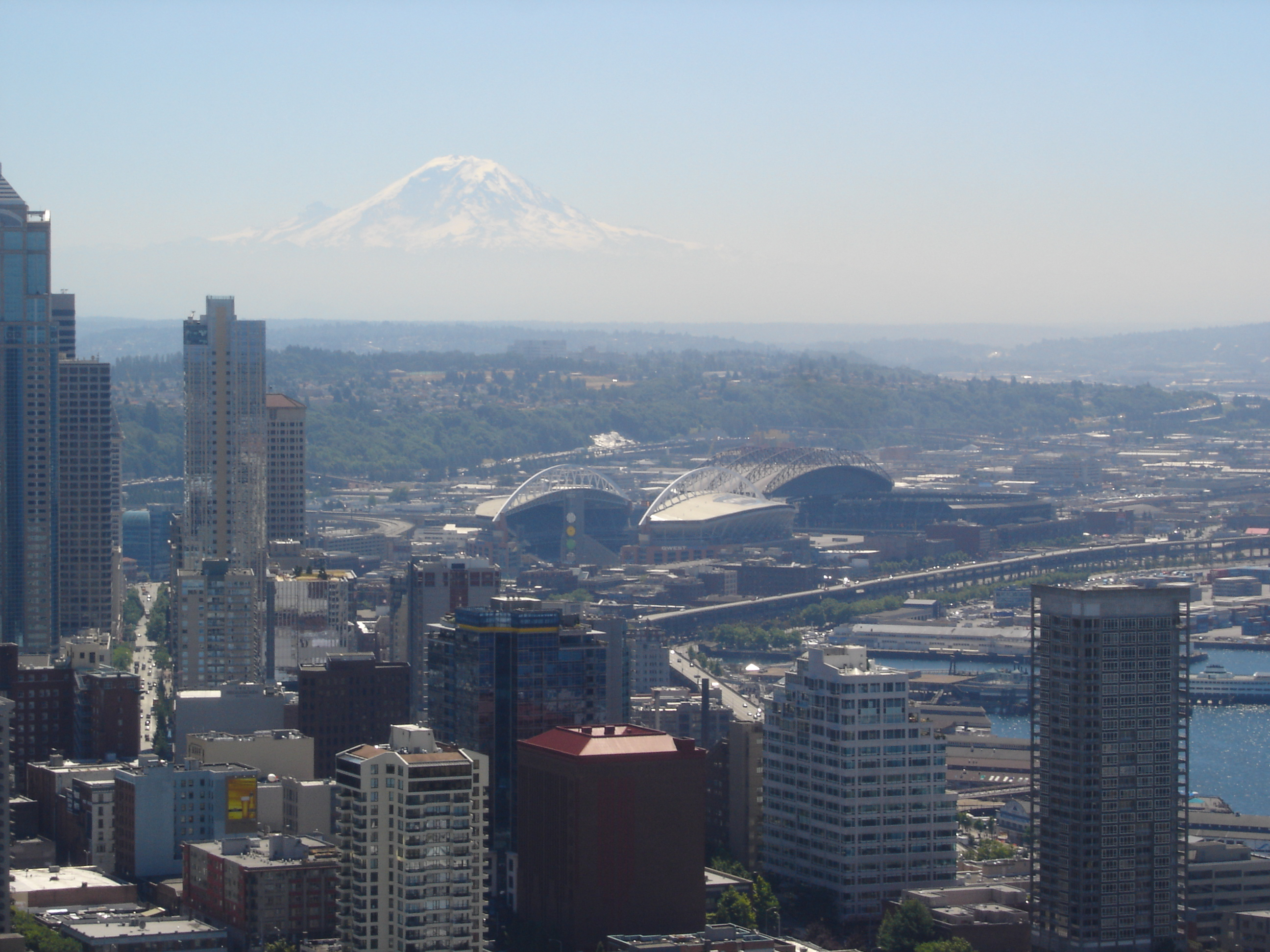
Widok na Safeco Field i CenturyLink Field ze Space Needle.
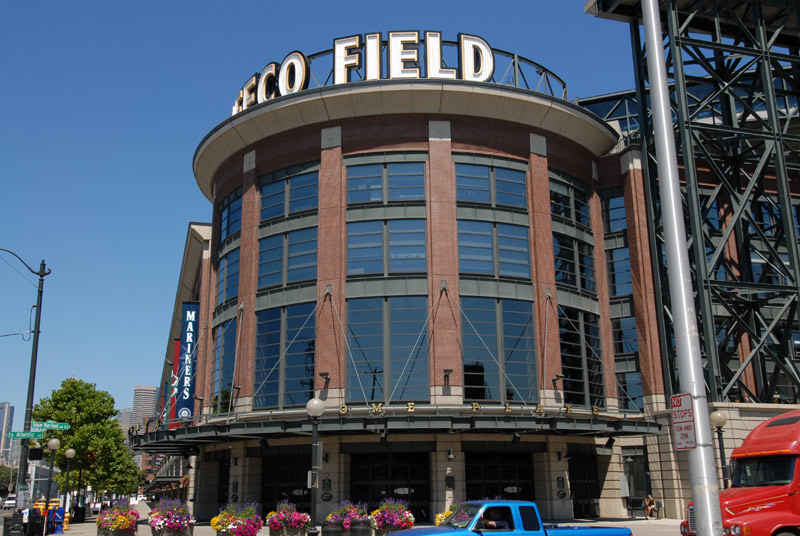
Główne wejście na stadion.
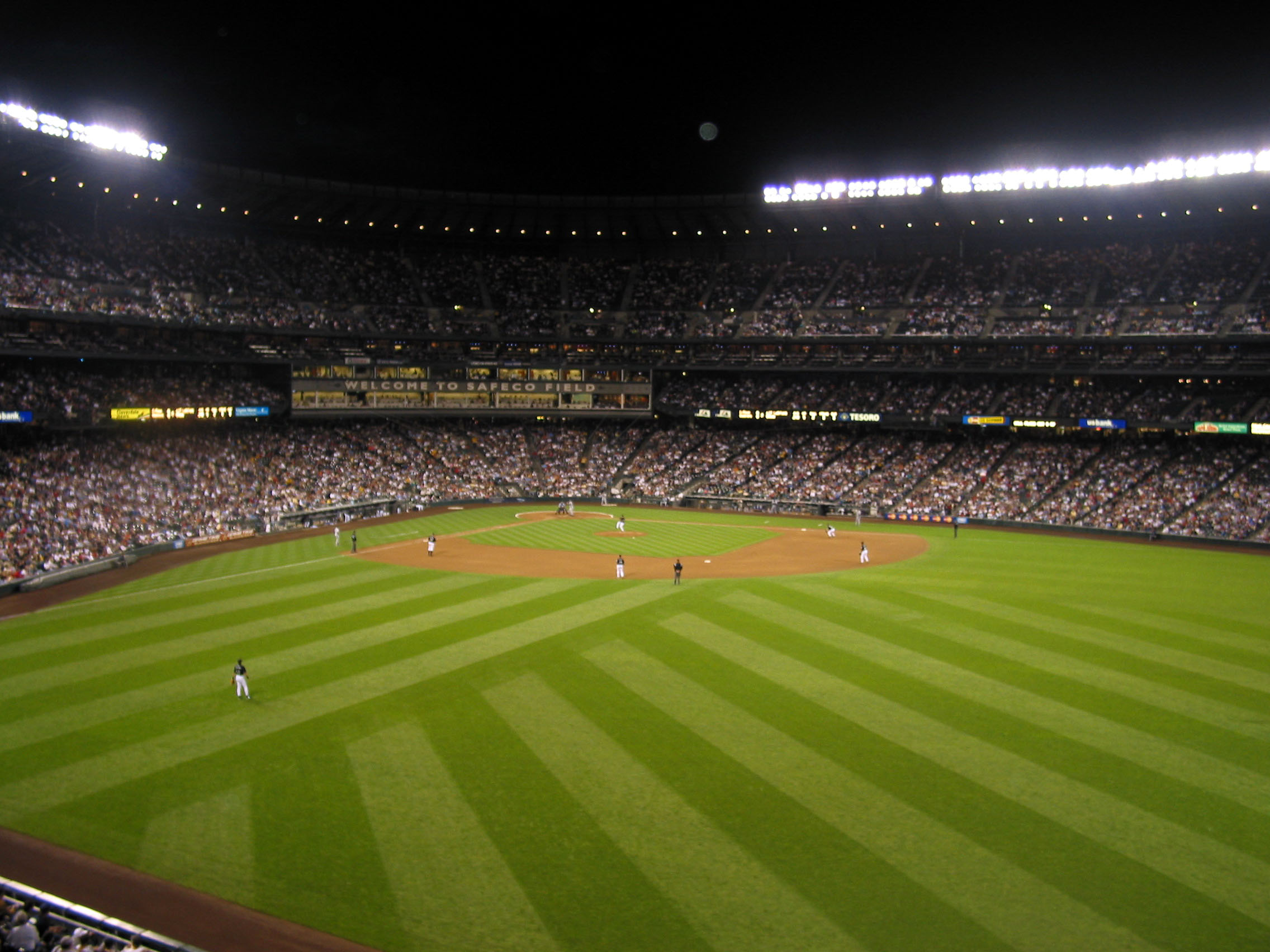
Safeco Field podczas meczu wieczornego
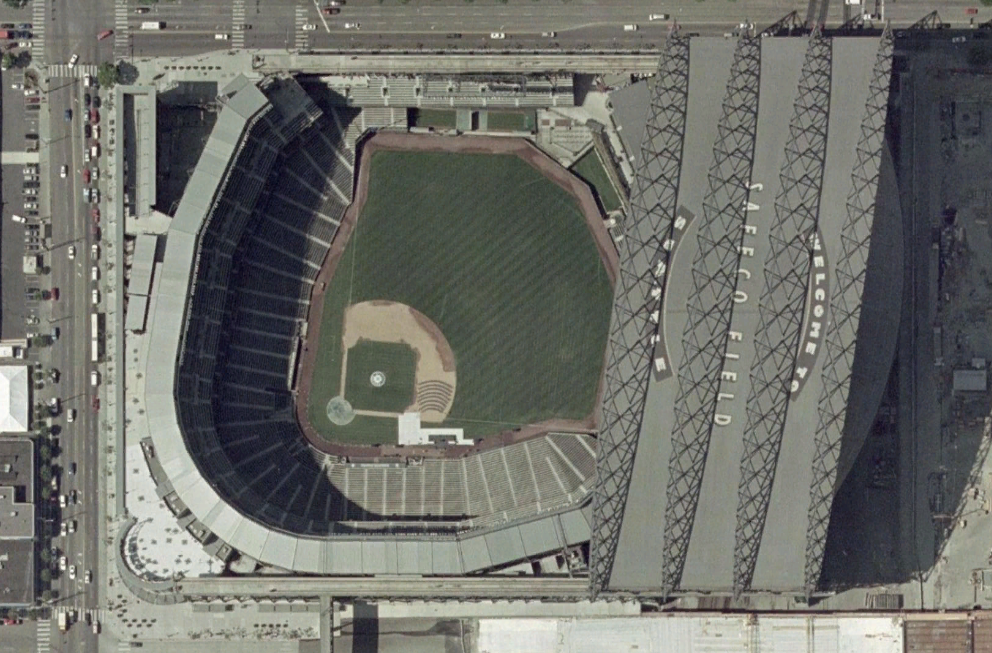
Zdjęcie satelitarne.